# Libro de las Profecías
El Libro de las Profecías fue escrito por Cristóbal Colón entre los años 1502 y 1504. Colón comenzó el texto mientras se encontraba a la espera de realizar su cuarto viaje a América y lo terminó tras finalizar el mismo. Para su realización contó con la colaboración de fray Gaspar de Gorricio, monje cartujo del Monasterio de Santa María de las Cuevas de Sevilla. El manuscrito original se conserva en la Biblioteca Capitular y Colombina de la Catedral de Sevilla.

## Descripción
Consta de 84 hojas de las que solo se conservan 70. Está escrito en castellano e incluye 385 citas bíblicas y de Padres de la Iglesia, de las cuales 326 son del Antiguo Testamento y únicamente 59 pertenecen al Nuevo Testamento. A lo largo de la obra y apoyado por las citas bíblicas que constituyen la mayor parte del texto, Colón mantiene la tesis de que estaba predestinado por Dios a realizar el descubrimiento de las Indias, lo cual estaba anunciado en la Biblia, y manifiesta que la finalidad última de sus viajes es evangelizar a los indígenas americanos y conseguir oro para financiar la recuperación de Jerusalén por la cristiandad. Colón se basa en la creencia, muy extendida en su época y durante la Edad Media, de que toda la historia de la humanidad hasta el fin de los tiempos estaba de alguna forma vaticinada en las Sagradas Escrituras.

## Interpretación actual
La interpretación bíblica que realiza Cristóbal Colón a la largo del Libro de Profecías es excepcional, pues se trata de un laico sin formación teológica que ideó y llevó a cabo a lo largo de su vida una empresa de grandes consecuencias y se sintió inspirado por Dios para realizar una interpretación bíblica de los descubrimientos a los que creía estar predestinado desde su nacimiento.